# ویجی دوراکوندا
ویجی دوراکوندا (به انگلیسی: Vijay Deverakonda) (زاده ۹ می ۱۹۸۹) بازیگر هندی است.
از کارهای معروف او می‌توان به بازی در فیلم‌های آرجون ردی، بازیگر بزرگ، راننده تاکسی، رفیق عزیز، دواراکا، سوبرامانیام کیست؟، لایگر، خوشی و گیتا گویندام اشاره کرد.